# 王之仪
王之仪（？—1674年），字虞廷，广宁（今遼寧北鎮）人，隸漢軍正藍旗。清朝政治人物。
順治七年（1650年），任山西寧鄉縣（中陽）知縣。時戰亂方平，王之仪悉心政務，招撫流民，當地漸得安定。順治十五年（1658年）升寧海州（今山東牟平）知州。康熙六年（1667年）任福州府知府一职。康熙十三年（1674年），耿精忠叛清，王之儀嚴斥之，被害。朝廷追贈太仆寺卿。